# آلمان‌آباد
آلمان آباد، روستایی از توابع بخش مرکزی شهرستان ارومیه و در شهرستان ارومیه استان آذربایجان غربی ایران است.

## جمعیت
این روستا در دهستان بکشلوچای قرار داشته و بر اساس سرشماری سال ۱۳۸۵ جمعیت آن ۴۹۷ نفر (۱۴۳ خانوار)
بوده‌است.